# 自由の橋 (曲)
「自由の橋」（じゆうのはし）は、田村直美の1枚目のシングル。

## 内容
PEARLとしての活動を経て、初めて本名名義でリリース。本作はTBS系『たけし・所のドラキュラが狙ってる』エンディング・テーマ。

## 収録曲
1. 自由の橋
作詞：田村直美　作曲：田村直美・石川寛門　編曲：Joey Carbone・鷹羽仁
2. 友好条約結べないなら
作詞：田村直美　作曲：田村直美・石川寛門　編曲：Joey Carbone・鷹羽仁
3. 自由の橋 (inst.)